# Expedició 16
L'Expedició 16 va ser la setzena estada de llarga durada a l'Estació Espacial Internacional.
Els primers dos tripulants, Iuri Malentxenko i Peggy Whitson, es van enlairar el 10 d'octubre de 2007, a bord del Soiuz TMA-11, i s'hi va unir el participant de vol espacial Sheikh Muszaphar Shukor, el primer malai a l'espai.
L'enginyer de vol de l'Expedició 15 Clayton Anderson no va aterrar en el Soiuz TMA-10, per tant va ser considerat part de l'Expedició 16 per unes poques setmanes abans de l'arribada del STS-120. El STS-120 va ser llançat el 23 d'octubre, es va acoblar el 25 d'octubre, i va substituir Anderson amb el nou Enginyer de Vol Daniel Tani. Després de l'acoblament, els seients de la Soiuz per a Anderson i Tani van ser intercanviats, i Anderson va formar part de la tripulació del STS-120. Léopold Eyharts, who came aboard during STS-122, joined the mission on 9 February 2008, replacing Tani. Llavors, a la tripulació s'hi va unir en Garrett Reisman, que va ser enlairat a bord del Endeavour amb el STS-123, l'11 de març de 2008, substituint a Eyharts. Reisman es va unir a l'Expedició 16 en progrés, i va ser part de l'Expedició 17. En la reentrada, la nau espacial Soiuz TMA-11 amb els astronautes va petit un malfuncionament menor, fent que la nau pugui seguir un descens balístic molt recta. Com a resultat, la tripulació va experimentar forces de fins a 10 G, acabant a 418 km de l'oest de la zona d'aterratge planificat. Roscosmos va informar que els tres membres de la tripulació gaudien de bona salut.

## Tripulació
| Posició           | Primera Part (Octubre de 2007)             | Segona Part (Octubre 2007 a febrer de 2008) | Tercera Part (Febrer a març de 2008)     | Quarta Part (Març a abril de 2008)        |
| ----------------- | ------------------------------------------ | ------------------------------------------- | ---------------------------------------- | ----------------------------------------- |
| Comandant         | Peggy Whitson, NASA Segon vol espacial     | Peggy Whitson, NASA Segon vol espacial      | Peggy Whitson, NASA Segon vol espacial   | Peggy Whitson, NASA Segon vol espacial    |
| Enginyer de vol 1 | Iuri Malentxenko, RSA Quart vol espacial   | Iuri Malentxenko, RSA Quart vol espacial    | Iuri Malentxenko, RSA Quart vol espacial | Iuri Malentxenko, RSA Quart vol espacial  |
| Enginyer de vol 2 | Clayton Anderson, NASA Primer vol espacial | Daniel Tani, NASA Segon vol espacial        | Léopold Eyharts, ESA Segon vol espacial  | Garrett Reisman, NASA Primer vol espacial |

## Tripulació de reserva
- Michael Fincke: Comandant - NASA (per a Whitson)
- Salijan Xarípov: Enginyer de vol 1 - RSA (per a Malentxenko)
- Greg Chamitoff: Enginyer de vol 2 - NASA (per a Anderson)
- Sandra Magnus: Enginyer de vol 2 - NASA (per a Tani)
- Frank De Winne: Enginyer de vol 2 - ESA (Bèlgica) (per a Eyharts)
- Timothy Kopra: Enginyer de vol 2 - NASA (per a Reisman)

## Detalls de la missió

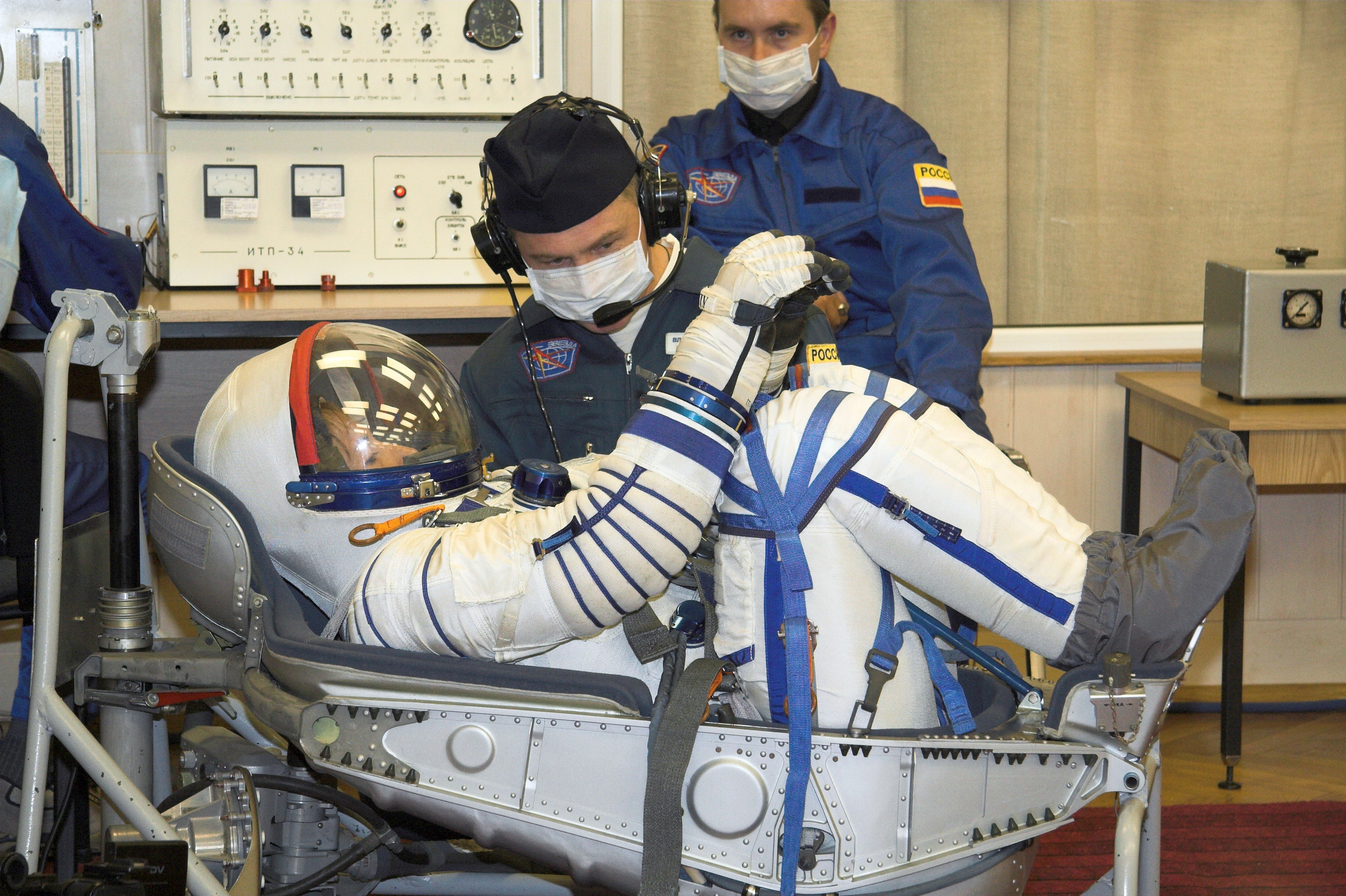
Peggy Whitson preparant la pressió d'un vestit espacial Sokol per a l'Expedició 16.

- Acoblat: 12 d'octubre de 2007 14:50 UTC
- Desacoblat: 19 d'abril de 2008 6:06 UTC
- Temps acoblat: 192 dies

L'Expedició 16 va ser la primera missió a l'ISS en incloure dos membres que havien servit en l'expedició anterior, i el primer cop que un anterior comandant (Malentxenko) va tornar a fer d'enginyer de vol. Whitson va ser la primera dona comandant d'una expedició de l'ISS, i amb el STS-120 comandat per una astronauta, Pamela Melroy, va ser el primer cop que dues dones comandants de missió eren en òrbita alhora. En la seva primera expedició, Whitson va implementar la projecció d'una "pel·lícula de divendres a la nit" per ajudar a la tripulació a acabar el final de la setmana, i va planejar mantenir el costum d'afegir una mica de lleugeresa a l'estació a favor de l'Expedició 16. Anderson va incorporar una mica d'entertainment en la conferència de planificació diària amb Terra, interrogant l'equip de Terra en una gran varietat de temes, i Michael Lopez-Alegria va fer una activitat similar amb un trivia de cinema i música.

### STS-120
El primer gran objectiu va ser l'augment de l'estació el 26 d'octubre, quan la tripulació del STS-120 va lliurar el mòdul Harmony, i que va romandre ancorat a una ubicació temporal en el mòdul Unity. El nou mòdul afegia 71 m³ al volum de l'estació. Les tripulacions mixtes també van traslladar l'estructura P6, i la van reubicar a sobre de l'estació, per a la seva posició final al lateral, durant el tercer i quart passeig espacial.

### Configuració delHarmony

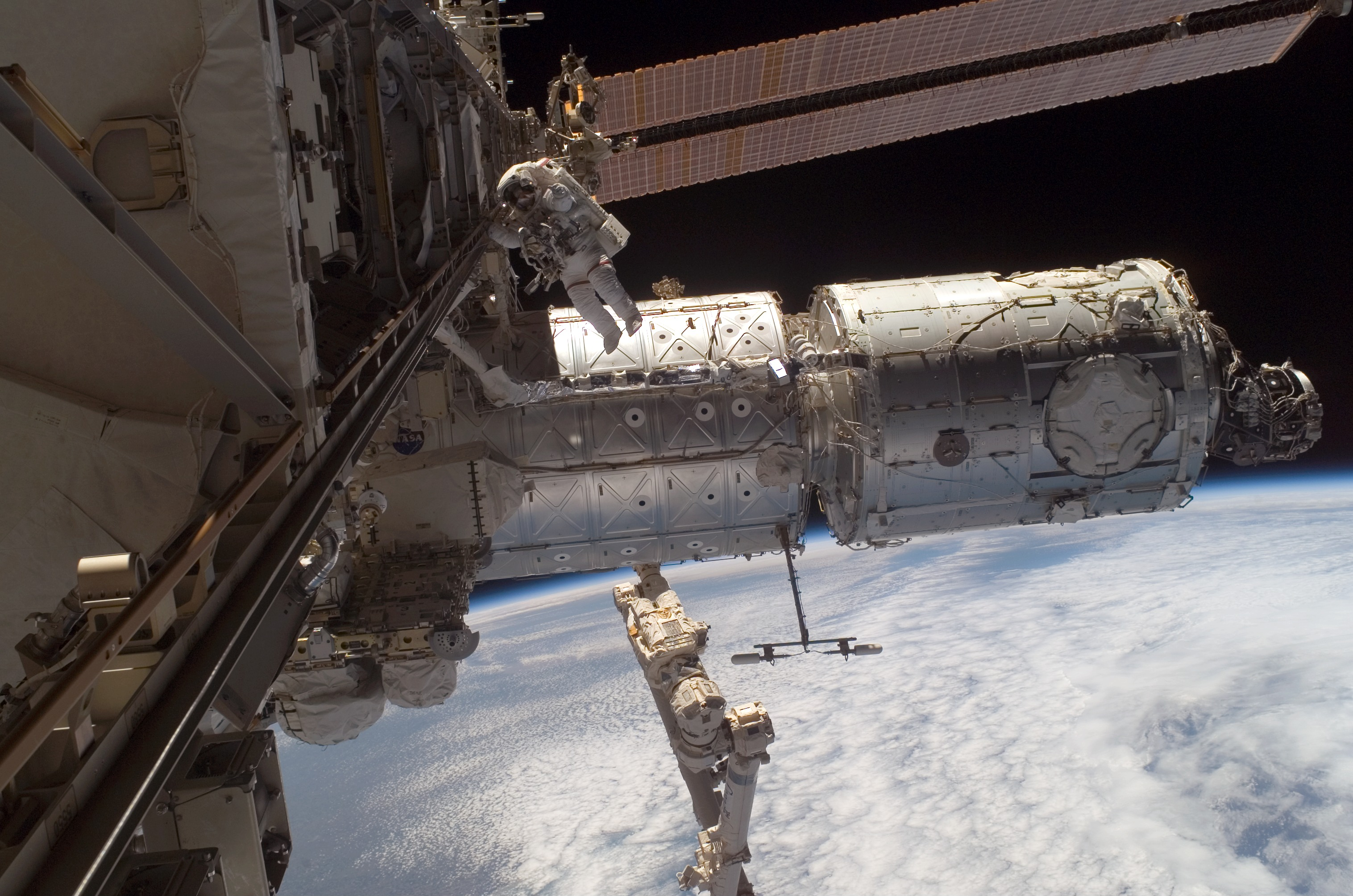
El Comandant de l'Expedició Peggy Whitson durant el tercer EVA. Darrere de Whitson, hi ha el Mòdul Laboratori Destiny, i el Harmony.

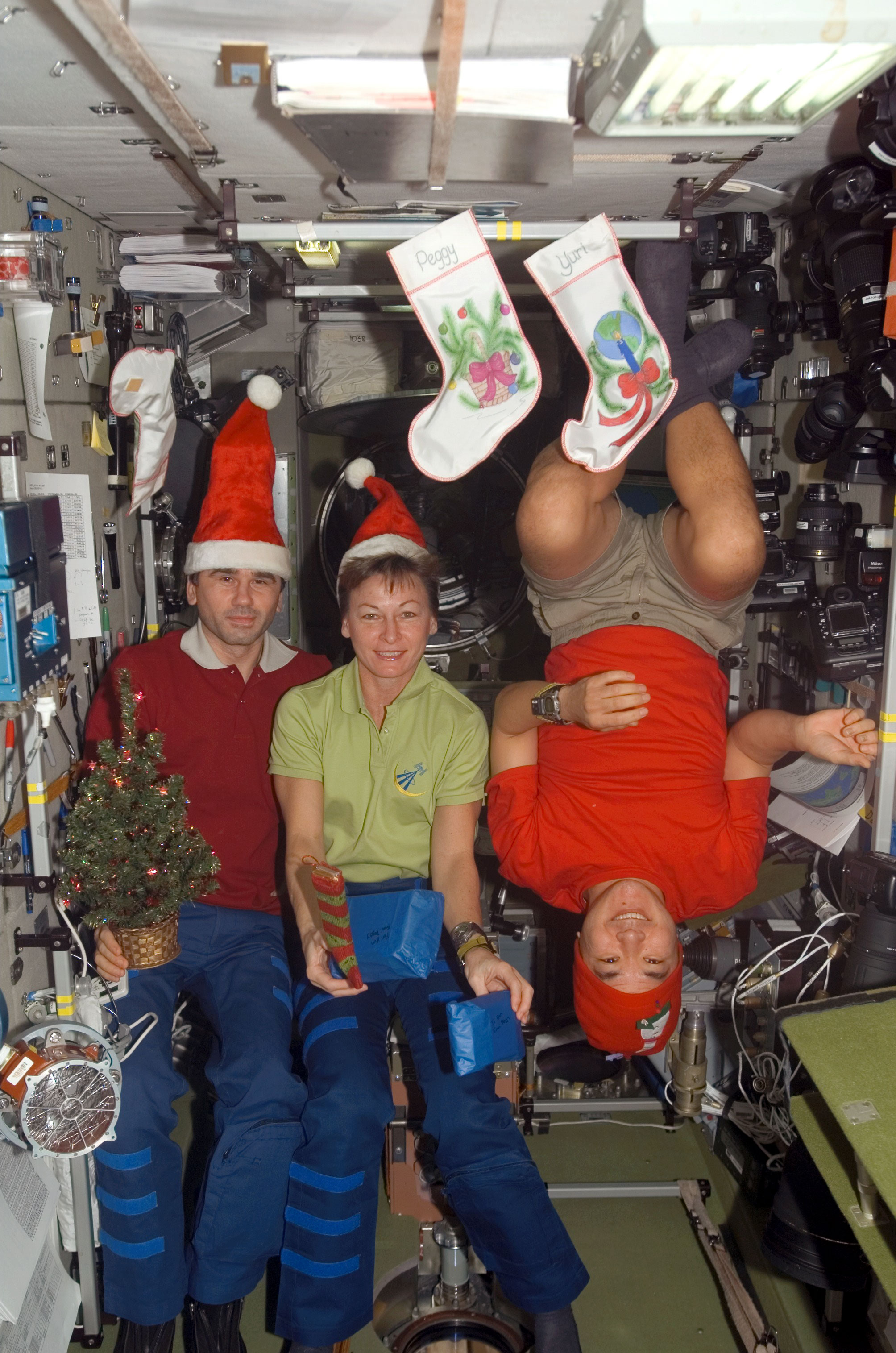
Els membres de la tripulació posen per a una foto de Nadal en el Zvezda

Després de la marxa del STS-120, es van portar a terme tot un seguit d'activitats extravehiculars (EVA) i robòtiques per traslladar el Pressurized Mating Adapter (PMA-2) des de l'extrem del laboratori Destiny, al final del Harmony. Whitson i Malentxenko van dur a terme el primer EVA de muntatge en el 9 de novembre, que va preparar el port d'acoblament per a la seva reubicació. En el 12 de novembre, Whitson i Tani van utilitzar el Mobile Servicing System (braç robòtic) de l'estació per separar el port d'acoblament, i traslladar-lo fins al port davanter del Harmony. En el 14 de novembre, Tani i Whitson altre cop van utilitzar el braç robòtic i el van moure al Harmony de la seva ubicació temporal, a la seva ubicació permanent al port davanter del Destiny.
El 20 de novembre, Whitson i Tani van completar el segon EVA de muntatge, un passeig espacial de 7 hores i 16 minuts per equipar el node Harmony a la seva nova posició. Es van completar totes les tasques, i es van realitzar tres tasques per fer en endavant.
En el 24 de novembre, Whitson i Tani van completar el tercer EVA de muntatge, un passeig espacial de 7 hores i 4 minuts per completar l'equipament del Harmony. Es van completar totes les tasques, i es va realitzar una inspecció fotogràfica de babord del Solar Alpha Rotary Joint (SARJ), com també altres tasques de manteniment de l'ISS.

### Fites dels EVAs
El 18 de desembre de 2007, durant el quart passeig espacial de l'Expedició 16 per inspeccionar el Solar Alpha Rotary Joint (SARJ) de babord del S4, l'equip de Terra en el Control de Missió van informar que Whitson es va convertir en la primera dona astronauta amb major temps acumulatiu en EVA en la història de la NASA, com també en major nombre d'EVAs, amb la seva cinquena. A les tres hores i 37 minuts en passeig espacial, Whitson va superar a l'astronauta de la NASA Sunita Williams amb un temps total de 29 hores i 18 minuts. En la finalització del cinquè EVA de Whitson, va resultar en el 100è passeig en suport de construcció i manteniment de la ISS, el temps acumulatiu dels EVA de Whitson fou de 32 hores, i 36 minuts, que la va col·locar en 20è lloc de temps d'EVA total de la història.

### STS-122
STS-122 va lliurar el Columbus i es va substituir Dan Tani per Léopold Eyharts.

### STS-123
STS-123 va lliurar el primer element del Kibō i van substituir Léopold Eyharts per Garrett Reisman.

### ATVJules-Verne
L'Expedició 16 també va veure l'arribada del primer Vehicle de Transferència Automatitzat (ATV) a l'estació, anomenat Jules Verne en nom de l'autor de ciència-ficció.

### Soyuz TMA-12
L'Expedició 16 també va veure l'arribada del primer astronauta coreà, Yi So-yeon.

## Passeigs espacials
| EVA 1 | Peggy Whitson Iuri Malentxenko | 9 de novembre de 2007 09:54  | 9 de novembre, 16:49  | 6 hores, 55 minuts |  |  |
| EVA 1 | Es va desconnectar i guardar el cable del SSPTS, es va guardar l'enllaç umbilical del PMA-2 com també l'umbilical de temperatura de l'aviònica del Node 2. |                              |                       |                    |  |  |
|       | |                              |                       |                    |  |  |
| EVA 2 | Whitson Daniel M. Tani | 20 de novembre de 2007 10:10 | 20 de novembre, 17:26 | 7 hores, 16 minuts |  |  |
| EVA 2 | Configuració externa del PMA-2 i el Harmony: connexions de fluids, elèctric, i dades, connexió de la línia d'aviònica, connexions de cable calefactor, reubicació de la safata de fluids. |                              |                       |                    |  |  |
|       | |                              |                       |                    |  |  |
| EVA 3 | Whitson Tani | 24 de novembre de 2007 09:50 | 24 de novembre, 16:54 | 7 hores, 04 minuts |  |  |
| EVA 3 | Finalització de les connexions de fluids, elèctrics, i de dades pel PMA-2 i el Harmony. Connexió de la Safata de Fluids Loop B al port lateral del Destiny. Anàlisi fotogràfica a babord del Solar Alpha Rotary Joint (SARJ) per ajudar a solucionar problemes de Terra, re-instal·lació del carret del CETA a una zona d'emmagatzematge temporal. |                              |                       |                    |  |  |
|       | |                              |                       |                    |  |  |
| EVA 4 | Whitson Tani | 18 de desembre de 2007 09:50 | 18 de desembre, 16:46 | 6 hores, 56 minuts |  |  |
| EVA 4 | Inspecció del Solar Alpha Rotary Joint (SARJ) de babord del S4, i un Beta Gimbal Assembly (BGA). Aquest EVA fou el 100è passeig en suport de construcció a l'Estació Espacial Internacional. |                              |                       |                    |  |  |
|       | |                              |                       |                    |  |  |
| EVA 5 | Whitson Tani | 30 de gener de 2008 09:56    | 30 de gener, 17:06    | 7 hores, 10 minuts |  |  |
| EVA 5 | Substitució d'un Bearing Motor Roll Ring Module (BMRRM) en el Beta Gimbal Assembly (BGA) de babord del S4, inspecció addicional del Solar Alpha Rotary Joint (SARJ). |                              |                       |                    |  |  |
|       | |                              |                       |                    |  |  |